# مارک لیبرا
مارک لیبرا (انگلیسی: Marc Libbra؛ زادهٔ ۵ اوت ۱۹۷۲) بازیکن فوتبال سابق اهل فرانسه است که در پست مهاجم بازی می‌کرد.
از باشگاه‌هایی که در آن بازی کرده‌است می‌توان به باشگاه فوتبال گنگام، باشگاه فوتبال نوریچ سیتی، باشگاه فوتبال کن، باشگاه فوتبال هیبرنین، باشگاه فوتبال المپیک مارسی، و باشگاه فوتبال تولوز اشاره کرد.